# Западные Судеты
Западные Судеты (пол. Sudety Zachodnie, чеш. Krkonošská oblast, Západní Sudety, нем. Westsudeten) — западная часть горного массива Судеты, расположенная в районе стыка границ Германии, Польши и Чехии.
Западные Судеты протянулись от реки Эльба и Эльбских Песчаниковых гор на западе до реки Бубр на востоке. Они состоят из ряда горных хребтов:
- Крконоше
- Яновицкие Рудные горы
- Кашавские горы
- Йештед-Козаковский хребет
- Йизерские горы
- Лужицкие горы
- Лужицкое нагорье

Горный массив Крконоше в Западных Судетах является самым высоким горным хребтом в Чешской Республике. Самая высокая вершина — Снежка — имеет высоту 1603 м (5259 футов).